# Urinblære
Urinblæren (latin: vesica urinaria) er et muskuløst, hult og eftergiveligt organ, der er en del af urinvejene. Urinblæren samler urinen fra nyrerne og opbevarer den, indtil den kan afgives ved vandladningen. I urinvejene er urinblæren placeret mellem urinlederne (ureteres) og urinrøret (urethra). Hos pattedyrene findes urinblæren i bækkenet.
Overordnet set er urinblæren en muskuløs sæk der ved urinladning presser sig selv sammen for at tvinge urinen ud, igennem urinrøret og ud af kroppen. Blæren er enormt elastisk og stærk, og kan hos mennesker med vandladningsbesvær opbevare adskillige liter urin, dog kommer en normal blære sjældent til at indeholde mere end 500 mL før trangen til vandladning bliver belastende.

## Struktur
Urinblæren er beliggende forrest på bækkengulvet, lige bag hoftesymfysen. Dens lokation varierer let afhængig af køn, grundet de forskellige kønsorganer tilstede omkring den.
Dens form varierer meget af dens fyldningsgrad, som i øvrigt også har indflydelse på dens relationer til andre organer. I tom tilstand har den form af en omvendt pyramide, med spidsen pegende anteriort "over" symfysen. Denne form aftager mere og mere ved udspilning med urin, indtil blæren er nærmest helt sfærisk.
Udvendigt beskriver man delene af blæren som:
- Apex vesicae, som er spidsen af "pyramiden". Den ligger fortil, og er tilhæftet ligamentum umbilicale medianum.
- Fundus vesicae, som også dækker internt, er bunden af pyramiden, og ligger bagtil. Både indmunding af urinlederen og udmunding til urinrøret findes her.
  - Den nedadpengende indsnævrende del af fundus som udmunder i urinrøret betegnes blærehalsen (cervix vesicae)
- Corpus vesicae, de tre sider af pyramiden. De to nedadpegende (inferolaterale) sider samler sig efter urethras afgang til "forkanten" af blæren. Oversiden af blæren benævnes den superior flade.

### Indvendig struktur
Indvendigt er urinblæren beklædt af en tyk slimhinde, som danner mange folder henover sig selv på indersiden af blæren.
Trigonum vesicae er en struktur imellem de to ostium ureteris og udmundingen til urinrøret i blærehalsen. Dens slimhinde er særlig glat, og mere rødlig end den øvrige blærehinde.
Ostium ureteris er de to udmundinger fra urinlederne på indersiden af urinblæren.

### Beliggenhed og relationer
Blæren ligger sig som sagt som en pyramideformet struktur i det lille bækken. Hos børn er det beliggende oppe i abdomen, hvorfra det vandrer ned for at lægge sig i bækkenet endeligt i 15-16 års alderen.
Blærens spids er i tæt relation med hoftesymfysen, særligt i tom tilstand og særligt hos kvinder. Hos mænd er spidsen mere superiort orienteret, henover symfysen, grundet blærens beliggenhed oven på prostata.
Bagvæggen af blæren peger bagud i bækkenet, og får hos kvinder forhold til livmoderhalsen, skeden og corpus af livmoderen. Hos mænd får bagvæggen i stedet relation til vesiculae seminales og ampullae ductuum deferentium, som kun danner en tynd barriere imellem urinblæren og rectum i mænd.
Den superiore flade er hos begge køn oftest domineret af tarmslyngerne fra tyktarmen og tyndtarmen, men hos kvinden ser man ofte, særligt i fyldt tilstand, også en relation til corpus af livmoderen.
Blærehalsen overgår glat og uden store relationer til urinrøret i kvinder, mens den i mænd har en relation til prostata hvori den bliver til urinrøret.

#### Peritoneum
Ligesom alle andre organer i underlivet har urinblæren en relation til bughinden, som den ligger under. Bughinden danner i øvrigt også en fold imellem livmoderen og blæren hos kvinder, som danner et lille rum; excavatio vesicouterina. Hos mænd danner den i stedet excavatio rectovesicalis imellem endetarmen og blæren. I tom tilstand folder bughinden sig i øvrigt også nedover forsiden af blæren, og adskiller denne og oversiden af symfysen. I fuld tilstand presses periteneum opad og væk fra symfysen, hvorefter blæren og denne får direkte relation til hinanden.

### Fiksering
Urinblæren er selvfølgelig fasthæftet via dens ud- og indgange, men er primært fikseret af en række ligamenter. Disse varierer afhængig af køn.
Hos kvinden er blæren tilhæftet primært via ligamentum pubovesicale, som er et række kraftige bindevævsstrøg der forløber direkte imellem symfysens bagflade og forsiden af blæren. Den strækker og "omfavner" sig også omkring til bagsiden, og er dermed også den primære fikseringsaktør.
Hos manden er forbindelsen mere indirekte, nemlig igennem ligamentum puboprostaticum, som egentlig er en forbindelse imellem prostata og symfysen bagvæg. Denne fungerer så også som fiksering til blære via prostatas tilhæftning til blæren.
Begge køns urinblære er desuden fikseret til begge sider af stærke bindevævsstrøg fra fascia pelvis, samt ligamentum umbilicale medianum som er tilhæftet blærespidsen.